# Les Promesses du cœur
Pour plus de détails, voir Fiche technique et Distribution.
Les Promesses du cœur (Setetes Embun Cinta Niyala) est un film dramatique et romantique indonésien réalisé par Anggy Umbara et sorti en 2025. 

## Fiche technique
Sauf indication contraire, les informations mentionnées dans cette section peuvent être confirmées par la base de données cinématographiques IMDb,  présente dans la section « Liens externes ».
- Titre original : Setetes Embun Cinta Niyala
- Titre français : Les Promesses du cœur
- Réalisation : Anggy Umbara
- Scénario : Oka Aurora, adapté du roman Setetes Embun Cinta Niyala (id) de Habiburrahman El Shirazy (id)
- Photographie :
- Montage :
- Musique :
- Production : Manoj Punjabi, Anggy Umbara
- Sociétés de production :
- Direction artistique : Ferry Anggriawan
- Pays de production : Indonésie
- Langue originale : indonésien
- Format : couleur
- Genre : drame, romance
- Durée : 109 minutes
- Dates de sortie[1] :
  - Netflix : 31 mars 2025 (Internet)

## Distribution
Sauf indication contraire, les informations mentionnées dans cette section peuvent être confirmées par la base de données cinématographiques IMDb,  présente dans la section « Liens externes ».
- Beby Tsabina (en)  : Niyala
- Deva Mahenra (en)  : Faiq
- Caitlin Halderman (en)  : Diah
- Dito Darmawan (en)  : Roger
- Imran Ismail : Herman
- Vonny Anggraini : Doctor Mutia
- Felix Curly : Child Roger
- Cinta Dewi : Cempaka
- Raffy Fachryan : Child Herman
- Arry Febrian : Dadang
- Ayez Kassar : Rusli
- Kiki Narendra : Cosmas
- Alya Rohali : Ambar

## Récompenses et distinctions
Sauf indication contraire, les informations mentionnées dans cette section peuvent être confirmées par la base de données cinématographiques IMDb,  présente dans la section « Liens externes ».
- (en) Les Promesses du cœur: Awards, sur l'Internet Movie Database